# Guanabara
Guanabara è stato il nome dato alla municipalità di Rio de Janeiro dopo che la capitale federale fu spostata a Brasilia nel 1960. Il nome deriva dalla Baia di Guanabara, che bagnava la sua costa orientale.

## Storia
Nel 1834 la città di Rio de Janeiro divenne una municipalità e la capitale dell'impero del Brasile. Dopo la proclamazione della repubblica nel 1889, la città di Rio de Janeiro divenne Distretto Federale e la provincia di Rio de Janeiro divenne stato con Niterói come capitale.
Dopo lo spostamento della capitale federale a Brasilia nel 1960, la municipalità di Rio de Janeiro divenne lo Stato del Guanabara.
Nel 1975 gli Stati del Guanabara e di Rio de Janeiro si unirono sotto il nome di Rio de Janeiro con la città di Rio de Janeiro come capitale.

## Governatori
- 1960: José Sette Câmara Filho
- 1961-1965: Carlos Lacerda
- 1965-1970: Negrão de Lima
- 1970-1975: Chagas Freitas